# Ndélélé
Ndélélé – miasto w Kamerunie w Regionie Wschodnim. Liczy około 5,1 tys. mieszkańców.